# Kosobrin
Brincelj je stranski literarni lik v mladinski pripovedki Kekec nad samotnim breznom. Napisal jo je Josip Vandot in z njo zaključil trilogijo o Kekcu.

## Vsebina pravljice
Pripoved se začne, ko je Kekec, ki je bil zelo pogumen deček, zagledal za bukev privezanega drobnega možička. Ime mu je bilo Kosobrin. Kekec je s pipcem prerezal vrv in možiček je bil rešen. Kosobrin se mu je zahvalil, Kekca posvaril pred Bedancem in že ga ni bilo več. Bil je namreč zelo boječ. Kekec se je odpravil naprej in zagledal Bedanca. Njegova porednost mu ni dala miru in je gozdnemu možu ponagajal. Kekec je odšel domov. Nekega dne je videl, da so njegovi domači izginili. Odpravi se jih iskat in vidi, da jih žene Bedanec. Kekec ga je prosil, naj jih izpusti in na vrv priveže njega. To se je tudi zgodilo. 
Tako kot je Bedanec privezal k bukvi Kosobrina, tako je sedaj privezal Kekca. Povedal mu je, da ga bo izpustil le, če mu bo našel skrivno pot, ki pelje do Kosobrinovega domovanja. Bedanec je bil jezen na Kosobrina, ker mu je ugrabil Meno, deklico sirotico, ki je Bedancu gospodinjila. Bedanec bi jo rad dobil nazaj. Kekec ni ubogal Bedanca, vendar se mu je z oponašanjem sove, ki je Bedanca zelo strašila, kljub temu uspelo rešiti. 
Kosobrin je z deklico Meno živel v majhni koči, do katere Bedanec ni znal. Nekoč se je odpravil v goščavo po zdravilne rože, pri tem pa ga je ulovil Bedanec. Kekec je slišal vpitje in pohitel proti krikom. Zapodil se je v Bedančevo brado in mu jo začel puliti, tako da je Bedanec le izpustil Kosobrina. Vendar je bilo prepozno. Kosobrin je mrtev obležal na tleh. Ob tem se je Bedanec zmedel. Tolažil se je, da je umrl od samega strahu in ga ni on ubil. Kekec je Kosobrina pokopal in našel skrivni rov v Kosobrinovo stanovanje, kjer bila Mena in tam je prenočil. S pomočjo psa Volka je Kekec za zmeraj pregnal Bedanca iz tistih krajev.

## O liku
BRINCELJ je majhen, dobrosrčen in zelo strahopeten možiček. Prav zaradi te značajske lastnosti mu je Bedanec nagajal in ga ustrahoval. Lik majhnega človeka je v pravljicah in pripovedkah precej pogost. Predstavlja revščino, ponižnost in nesamozavest. Tak lik potrebuje ob sebi oporo in varnost, ki jo najde v človeku, ki je značajsko močan. Kosobrin jo najde v Kekcu in v svojem domovanju, saj se v njem počuti varno. Bedanec namreč ne more najti skrivnega rova, ki bi ga popeljal do njegove revne koče. Kljub temu da se Kosobrin hoče upreti Bedancu, se zaradi svojega strahu ne more. Na pomoč mu pride Kekec, ki ga reši vrvi, s katero ga je Bedanec privezal k bukvi. A rešitev je le za kratek čas. Bedanec ga ulovi, ko je nabiral zdravilne rože. Z močnim stiskom okrog pasu ga ubije.
Šibek karakter, kot ga predstavlja Kosobrin, je v pripovedkah pomemben zato, da se še bolj pokaže močan značaj glavnega junaka, v tem primeru Kekca, ki po Kosobrinovi smrti reši siroto Meno in prežene Bedanca.

## Izdaje knjige
Zgodba Kekec nad samotnim breznom je prvič izšla v Zvončku leta 1924.
Ponatisi:
- v 64. knjigi Sinji galeb, 1959
- v zbirki Moja knjižica, 1965
- 1968 in 1977
- v Kekčevih zgodbah, 1969
- v zbirki Zlata knjiga, 1974, 1977 in 1978.